# Cran-Gevrier
Cran-Gevrier is een plaats en voormalige gemeente in het Franse departement Haute-Savoie in de regio Auvergne-Rhône-Alpes. De plaats maakt deel uit van het arrondissement Annecy en sinds 1 januari 2017 van de gelijknamige gemeente.

## Geografie
De oppervlakte van Cran-Gevrier bedraagt 4,8 km², de bevolkingsdichtheid is 3430,0 inwoners per km². De plaats ligt in het westen van de agglomeratie Annecy. Door Cran-Gevrier stroomt de Thiou, een korte rivier die zijn water krijgt uit het Meer van Annecy en uitmondt in de Fier.
De onderstaande kaart toont de ligging van Cran-Gevrier met de belangrijkste infrastructuur en aangrenzende gemeenten.

## Demografie
Onderstaande figuur toont het verloop van het inwonertal (bron: INSEE-tellingen).

## Partnerstad
- Trenčín (Slowakije)